# As It Is
As It Is (oftmals stilisiert zu ΛS IT IS) ist eine 2012 gegründete britische Pop-Punk-Band aus Brighton.

## Geschichte
As It Is wurde im Mai 2012 in der britischen Stadt Brighton gegründet und besteht aus Sänger Patty Walters, den beiden Gitarristen Benjamin Langford-Biss – welcher auch als Hintergrundsänger fungiert und Ronnie Ish – sowie aus dem Bassisten Alistair Testo und Schlagzeuger Patrick Foley. Andy Westhead war bis 2017 Gitarrist der Band. Anfang 2019 besetzte Ronnie Ish die Position des Leadgitarristen.
Im Jahr 2013 wurde mit Blenheim Place die Debüt-EP veröffentlicht. 2014 folgte mit This Mind of Mine eine weitere EP. Diese wurde durch Crowdfunding finanziert. Ende des Jahres 2014 wurde die Gruppe von Fearless Records als erste nicht-US-amerikanische Band unter Vertrag genommen. Die Gruppe hat die Veröffentlichung ihres Debütalbums, das Never Happy, Ever After heißt, für 2015 angekündigt. Als Produzent wurde James Paul Wisner, welcher bereits mit Paramore und Dashboard Confessional zusammenarbeitete, bestätigt. Die erste Singleauskopplung Dial Tones wurde am 20. Januar 2015 auf digitaler Ebene veröffentlicht. Am 3. März 2015 wurde eine weitere Single des Albums mitsamt Vorbestellungsmöglichkeiten angekündigt. Das Album wurde am 21. April 2015 offiziell veröffentlicht. Am 26. Februar 2016 wurde bekanntgegeben, dass Never Happy, Ever After am 8. April 2016 mit zusätzlichem Material neu veröffentlicht wird.
Zwischen dem 22. und 30. Januar 2015 war die Gruppe mit Save Your Breath im Vereinigten Königreich auf  deren Abschiedstournee zu sehen. Im Februar und März folgte eine Europatour als Vorband für Trophy Eyes. Acht Tage darauf war die Band erstmals in den Vereinigten Staaten mit Set It Off auf Tour. Zwischen dem 9. und 22. Mai 2015 folgte eine Tournee mit This Wild Life als Co-Headliner durch das Vereinigte Königreich. Im Sommer spielte die Band erstmals die komplette Warped Tour. Im Februar und März 2016 tourten As It Is im Vorprogramm von Sleeping with Sirens durch das Vereinigte Königreich. Im Sommer 2016 wurde diese Tour durch Europa fortgesetzt.
Am 22. September 2016 wurde mit Okay das zweite Album der Band für den 20. Januar 2017 angekündigt. Zudem wurde bekannt gegeben, dass die Gruppe im Oktober und November mit Sum 41 und Senses Fail durch Nordamerika tourt. Am 17. Mai 2018 veröffentlichte die Band mit The Wounded World eine neue Single und kündigte zugleich das dritte Album, das den Titel The Great Depression trägt, für den 10. August gleichen Jahres an.
Am 9. September 2019 gab die Band bekannt, dass sich der Gitarrist und Hintergrundsänger Benjamin Langford-Biss im November des Jahres nach einer Abschiedstour („Ben today, gone tomorrow“) von der Band trennen wird. Gut ein Jahr später am 29. Dezember 2020 verließ auch Schlagzeuger Patrick Foley die Band, um sich einer Karriere als Feuerwehrmann zu widmen.
Mit ihrer Single IDGAF meldete sich die Band am 27. Mai 2021 als Trio zurück. Es folgten weitere vier Singles, bevor die Band ihr neues Album I Went to Hell and Back ankündigte. Das nun vierte Studio-Album der Band erscheint am 4. Februar 2022.

## Musikstil
As It Is spielen die klassische Variante des Pop-Punk. Verglichen werden kann die Band mit The Wonder Years, Man Overboard, aber auch mit The Ataris und Less Than Jake.

## Diskographie

### Alben
| Jahr | Titel Musiklabel                         | Höchstplatzierung, Gesamtwochen, AuszeichnungChartplatzierungen (Jahr, Titel, Musiklabel, Platzierungen, Wochen, Auszeichnungen, Anmerkungen) | Höchstplatzierung, Gesamtwochen, AuszeichnungChartplatzierungen (Jahr, Titel, Musiklabel, Platzierungen, Wochen, Auszeichnungen, Anmerkungen) | Anmerkungen                           |
| Jahr | Titel Musiklabel                         | UK | US | Anmerkungen                           |
| ---- | ---------------------------------------- | --- | --- | ------------------------------------- |
| 2015 | Never Happy Ever After Fearless Records  | UK39 (1 Wo.)UK | US159 (1 Wo.)US | Erstveröffentlichung: 20. April 2015  |
| 2017 | Okay Fearless Records                    | UK48 (1 Wo.)UK | — | Erstveröffentlichung: 20. Januar 2017 |
| 2018 | The Great Depression Fearless Records    | UK29 (1 Wo.)UK | US198 (1 Wo.)US | Erstveröffentlichung: 10. August 2018 |
| 2022 | I Went to Hell and Back Fearless Records | — | — | Erstveröffentlichung: 4. Februar 2022 |

### EPs
- 2012: Two Track
- 2013: Blenheim Place
- 2014: This Mind of Mine

### Singles
- 2018: Such Great Heights
- 2019: Drown
- 2019: Okay – Acoustic
- 2020: Soap 2020
- 2021: IDGAF
- 2021: I Lie to Me

## Nennenswertes
Sänger Patty Walters ist im Vereinigten Königreich ein bekannter YouTuber. Sein Kanal weist über 400.000 Abonnenten und über 21 Millionen Aufrufe auf. Allerdings pausiert Walters aufgrund der Arbeiten mit der Band seinen Youtube-Kanal.